# Tipula (Eumicrotipula) tristillata
Tipula (Eumicrotipula) tristillata is een tweevleugelige uit de familie langpootmuggen (Tipulidae). De soort komt voor in het Neotropisch gebied.